# Emilio Alberich
Emilio Alberich Sotomayor SDB (Algeciras, Cádiz, 16 de enero de 1933-Sevilla, 9 de septiembre de 2022) fue un sacerdote salesiano y catequeta español.

## Biografía
Nació en la localidad gaditana de Algeciras. Tras realizar el noviciado en San José del Valle (Cádiz), profesó el 16 de agosto de 1949. Realizó sus estudios en el convento de la Consolación en Utrera (1949-50), y después se trasladó a Rebaudengo (Turín), donde obtuvo la licenciatura en Filosofía (1950-1953). Se doctoró en Teología en Turín (1956-62). El cardenal Maurilio Fossati le ordenó sacerdote en Turín (11 de  febrero de 1960).

### Labor pastoral
Comenzó su labor pastoral como profesor de Teología en la localidad cordobesa de Posadas (1962-63), continuándola en la sevillana de Sanlúcar la Mayor (1963-64). Posteriormente se trasladó a Roma, donde continuó su labor docente como profesor de Catequética en la Facultad de Ciencias de la Educación en la Universidad Pontificia Salesiana (1963-2005). Allí compartió claustro con el cardenal Tarsicio Bertone, y fue Director del Instituto de Catequética (1974-1977; 1986-1989), y Decano de dicha facultad (1989-1995).
De regreso a España, prosiguió su labor docente en el Teologado salesiano (Sevilla, 2005-12), y en el colegio salesiano de la Trinidad (Sevilla, 2012-2022).
Emilio Alberich fue Presidente del “Equipo Europeo de Catequesis" (Équipe Européene de Catéchèse) (1974-78 y 1994-98) y Presidente de la Asociación Española de Catequetas (2007-2012).
Falleció en la madrugada del 9 de septiembre de 2022 en la residencia Don Pedro Ricaldone (Sevilla).

### Obras
- Catequesis evangelizadora. Manual de catequética fundamental, Madrid, CCS, 2003, 304 pp. ISBN: 8483166941.[9]
- La catequesis en la Iglesia: elementos de catequesis fundamental, Madrid, Central Catequística Salesiana, 1997, 3ª ed., 255 pp., ISBN: 847043635X.[10]
- Catequesis y praxis eclesial: identidad y dimensiones de la catequesis en la iglesia de hoy, Madrid, Central Catequística Salesiana, 1983, 244 pp., ISBN: 847043294X.
- Orientaciones actuales de la catequesis, Madrid, Don Bosco, 1973, 192 pp.; ISBN: 8470430882.[11]